# 希姆米峰
46°57′13″N 9°30′16″E / 46.95367°N 9.50458°E
希姆米峰（Chimmispitz），是瑞士的山峰，位於該國東北部，由聖加侖州負責管轄，屬於格拉魯斯山的一部分，海拔高度1,813米，每年平均降雨量1,729毫米。